# Cabotage
Cabotage is het vervoeren van goederen of passagiers tussen twee punten in hetzelfde land door een bedrijf uit een ander land. Oorspronkelijk betrof het alleen de scheepvaart, maar cabotage heeft nu ook betrekking op het lucht-, spoor- en wegvervoer.
Cabotage is ook het recht van een bedrijf uit het ene land om in een ander land handel te drijven. Bedoeld is zuiver binnenlandse handel – dus ook vervoer – in dat andere land. De meeste landen staan cabotage door buitenlandse bedrijven niet toe. Zo is in het multilaterale systeem van vervoervergunningen van de Europese Conferentie van Ministers van Transport alle cabotage uitgesloten.  Maar binnen de Europese Unie is het aan het veranderen. Cabotageregels beperken de handel, zijn een vorm van protectionisme. Argumenten om het verbod op cabotage te handhaven, liggen met name in de sfeer of de noodzaak met betrekking tot de openbare veiligheid. Een voorbeeld is de Jones Act, die vereist dat goederen tussen havens in de Verenigde Staten door Amerikaanse schepen worden vervoerd.

## Cabotage in het wegvervoer

### Binnen de EER
Binnen de Europese Economische Ruimte, dat is de Europese Unie met nog een drietal andere landen, is alle grensoverschrijdend wegtransport vrij (uiteraard mits de vervoerder een vervoervergunning heeft). Dat geldt dan zowel voor bilateraal vervoer, transitovervoer als derdelandenvervoer. Cabotage is evenwel enkel 'tijdelijk' toegestaan. Met 'tijdelijk' wordt bedoeld dat, aansluitend op een internationaal vervoer, de vervoerder in het land van de losplaats nog drie binnenlandse ritten mag doen binnen de zeven dagen na het lossen (3 op 7-regel). In de plaats daarvan is het ook mogelijk binnen die zeven dagen nog één binnenlandse rit te doen in een andere lidstaat, en dat binnen de 3 dagen na het binnenrijden van dat land (1 op 3-regel). Zo heeft een Nederlandse vervoerder die gelost heeft in Portugal de volgende mogelijkheden voor de terugreis: ofwel nog drie ritten in Portugal, ofwel minder dan drie ritten in Portugal en één rit in Spanje, Frankrijk of België; daarnaast is ook elk internationaal vervoer mogelijk, bijvoorbeeld een rit van Spanje naar Frankrijk én een rit van Frankrijk naar België. Enkel binnenlandse ritten vallen onder de beperking van de cabotage.

### Tussen de EU en het Verenigd Koninkrijk
Het handelsakkoord tussen de EU en het Verenigd Koninkrijk naar aanleiding van de Brexit bevat bepalingen omtrent cabotage. 
Voor het wegvervoer (artikel ROAD.4) is onder andere voorzien dat vervoerders uit de EU die een transport naar het VK verricht hebben, aansluitend nog twee binnenlandse transporten in het VK mogen doen. Britse vervoerders mogen aansluitend op een invoer in de EU en alvorens terug te keren naar het VK binnen de zeven dagen eenmaal een binnenlandse rit of twee internationale ritten tussen EU-lidstaten doen. Er is een speciale bepaling die Noord-Ierse vervoerders toelaat zo twee ritten (in plaats van een) in Ierse Republiek te doen. 

### Binnen de Benelux
De Benelux Unie kent een vrije cabotage. Dat wil zeggen dat vervoerders uit elk van de drie landen ook onbeperkt binnenlands vervoer mogen verrichten in de twee andere. 

## Cabotage in het luchtverkeer
Het gebruik van het luchtverkeer voor passagiers, vracht of post wordt geregeld door het verdrag van Chicago, waarin zogenoemde vrijheden van het luchtverkeer werden gedefinieerd. De International Air Services Transit Agreement (IASTA) noemt twee technische vrijheden, namelijk het gebruik van het luchtruim van een land voor overvliegen, zonder daadwerkelijk er te landen, en het recht om te landen voor uitsluitend technische reden, zoals het bijtanken van brandstof. Deze eerste twee vrijheden vinden zeer brede internationale aanvaarding. Commerciële vrijheden horen hier nadrukkelijk niet bij, en worden geregeld in bilaterale afspraken tussen landen onderling. Deze worden wel in het verdrag gedefinieerd. Tezamen met de technische vrijheden worden ze de vijf vrijheden genoemd.
Hoewel niet expliciet door het verdrag gedefinieerd spreekt men tegenwoordig over de negen vrijheden. Enkele van deze vier door jurisprudentie ontstane definities betreft cabotage:
- Zesde vrijheid: Het recht om betalende lading te vervoeren tussen twee vreemde staten via de eigen staat (bijvoorbeeld: Air France verkoopt tickets van Amsterdam naar Lissabon, via Parijs)

- Zevende vrijheid: Het recht om betalende lading te vervoeren tussen twee vreemde staten zonder tussenstop in de eigen staat (bijvoorbeeld: Emirates verkoopt tickets tussen Milaan en New York)
- Achtste vrijheid: Het recht om betalende lading te vervoeren tussen plaatsen in één vreemde staat, op een route die begint of eindigt in de eigen (of andere) staat
- Negende vrijheid: Het recht om betalende lading te vervoeren in één vreemde staat, zonder dat de route een andere staat aandoet

De achtste vrijheid wordt soms consecutive cabotage genoemd. De negende vrijheid heet stand alone cabotage.

### Binnen Europa
In de jaren 80 en 90 van de vorige eeuw werd binnen de Europese Unie een programma voor het liberaliseren van de interne luchtvaartmarkt doorgevoerd. In het tweede pakket (in het jaar 1990) werd afgesproken dat alle EU-luchtvaartmaatschappijen onbeperkt passagiers en vracht tussen hun thuisland en een ander EU-land mogen vervoeren. In het derde pakket maatregelen (1993) is afgesproken dat vanaf april 1997 het een EU-airline is toegestaan een route te bedienen in andere EU-landen dan het thuisland (cabotage dus). Later sloten IJsland, Noorwegen en Zwitserland zich hierbij aan. Deze afspraken zijn later in verordening 1008/2008 bijgewerkt en gemoderniseerd.

### Binnen Caribische Nederland
Het vervoeren van betalende lading binnen het grondgebied van de Dutch Caribbean territory (binnen de luchtvaart gedefinieerd als het luchtruim van Aruba, Curaçao, Sint-Maarten en Caribisch Nederland) is alleen bij uitzondering toegestaan, en deze uitzondering wordt aan buitenlandse maatschappijen niet verleend.